# Paegam
Paegam (Hán Việt: Bạch Nham) là một huyện của tỉnh Ryanggang tại Cộng hòa Dân chủ Nhân dân Triều Tiên. Huyện có địa hình đồi núi và nằm trên dãy núi Trường Bạch, dãy núi cao nhất Triều Tiên. Các dãy núi Hamgyong và Machonryong cũng có một phần nằm trên địa bàn huyện; Đỉnh cao nhất là Kwesangbong. Huyện có nhiều khe suối và lớn nhất trong đó là Sodusu (서두수). Do vị trí nội địa, huyện có khí hậu lục địa lạnh gắt. Paegam cũng là nơi có tốc độ gió lớn nhất cả nước. Khoảng 91% diện tích của huyện là đất rừng.
Khai mỏ và khai thác gỗ là các ngành kinh tế chính trong huyện. Tài nguyên khoáng sản gồm có magiêzit, alunit, kaolinit, đồng, dolomit, wolfram, chì, kẽm, vàng và than bùn. Nông nghiệp cũng đóng vai trò nhất định mặc dù chỉ 4% diện tích huyện là đất canh tác. Các loại cây trồng chính là lúa mì, lúa mạch khoai tây và đỗ tương. Paegam có các tuyến đường sắt Paektusan Ch'ŏngnyŏn và Paengmu chạy qua.
Năm 2008, dân số toàn huyện Paegam là 67.683 người (31.677 nam và 36.006 nữ), trong đó, dân cư đô thị là 46.256 người (68,3%) còn dân cư nông thôn là 21.427 người (31,7%).